# Beaulieu Abbey
Die Beaulieu Abbey (lateinisch Bellus Locus Regis) war eine Zisterzienserabtei in dem heutigen Ort Beaulieu in Hampshire, England. Sie wurde in den Jahren 1203/04 von König Johann Ohneland (reg. 1199–1216) gegründet und ist das einzige von ihm gegründete Kloster in England. Die Abtei wurde mit 30 Mönchen der Abtei Cîteaux in Frankreich, des Mutterhauses des Zisterzienserordens, besiedelt. Die Abtei gründete die Tochterklöster (Filiationen) Netley Abbey (1239), Hailes Abbey (1246), Newenham Abbey (1247) und St. Mary of Graces Abbey (1350) in London. Im Jahr 1538 wurde auch die Beaulieu Abbey im Zuge der englischen Klosterauflösungen unter Heinrich VIII. aufgelöst.

## Frühe Geschichte

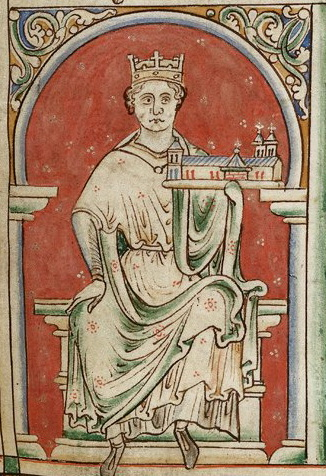
König Johann Ohneland als Stifter der Beaulieu Abbey

Erster Abt von Beaulieu war Hugh, der hoch in König Johanns Gunst stand und für ihn häufig in wichtigen diplomatischen Missionen unterwegs war. Später wurde er Bischof von Carlisle. Der König ließ seiner neuen Abtei große Unterstützung zukommen und übereignete ihr zahlreiche Güter im gesamten südlichen England (vor allem in Berkshire), Ländereien im New Forest, Getreide, größere Geldbeträge, Baumaterialien, 120 Kühe, 12 Bullen, einen goldenen Kelch und ein jährliches Deputat von einer tun (entspricht etwa 1 Tonne) Wein. Johanns Sohn und Nachfolger, König Henry III., zeigte sich gegenüber Beaulieu ähnlich großzügig, so dass die Abtei sehr wohlhabend wurde, wenngleich sie bei weitem nicht die reichste Zisterzienserabtei Englands war.
Die Größe und Gestaltung der Abteigebäude spiegelten ihren Status als wichtige königliche Gründung wider. Die dreischiffige Kirche wurde in Kreuzform im frühgotischen Stil errichtet und war deutlich von den französischen Kirchen des Ordens vor allem in Cîteaux, Bonport und Clairvaux beeinflusst. Sie hatte die Länge von 102 m und eine halbkreisförmige Apsis mit Umgangschor und 10 umgebenden Kapellen. Die Fertigstellung des Kirchenbaus dauerte mehr als vier Jahrzehnte, die Einweihung erfolgte in Anwesenheit von König Heinrich III. und seiner Gemahlin, von Richard, Earl von Cornwall sowie zahlreicher hoher Persönlichkeiten im Jahr 1246. 
Südlich der Kirche befanden sich die Klostergebäude, die aus dem Kapitelsaal, dem Refektorium, Küchen, Lagerhäuser und Quartieren für die Mönche, Laienbrüder und den Abt bestanden. Ein separater Krankenbereich lag im Osten der Hauptgebäude und war mit diesem durch einen Gang verbunden. Die Abtei war umgeben von Werkstätten, Farmgebäuden, Gästehäusern, einer Mühle und umfangreichen Gärten und Fischteichen. Ein stark befestigtes Torhaus kontrollierte den Eingang zum Kloster, welches von einer Mauer umgeben war. Ein Wassertor erlaubte den Zugang von Schiffen auf dem Fluss.
Papst Innozenz III. konstituierte Beaulieu als "exempte Abtei", was bedeutete, dass sie keinem Bischof außer dem Papst selbst Rechenschaft schuldig war. Beaulieu bekam das Recht, Asyl zu gewähren, was im Jahr 1471 von Anne, der Frau von Richard Neville am Tag vor der Schlacht von Barnet genutzt werden sollte. 26 Jahre später floh Perkin Warbeck vor den Truppen Henrys VII. nach Beaulieu.

## Auflösung
Im Valor Ecclesiasticus Heinrichs VIII. von 1535, einer umfangreichen Erhebung der Kirchenvermögen, wurde das Einkommen der Abtei auf nur brutto £428 (netto £326) berechnet, so dass das Kloster den Konfiszierungen des First Suppression Act, der ersten Aktion Henrys zur Auflösung der englischen Klöster, entgehen konnte.
Letzter Abt von Beaulieu war Thomas Stevens, der 1536 gewählt wurde. Stevens war zuvor Abt der aufgelösten Abtei von Netley gewesen. Beaulieu konnte bis April 1538 überleben, wurde dann aber gezwungen, sich den Beschlüssen der Regierung unterzuordnen. Zahlreiche Mönche erhielten Pensionen, der Abt erhielt 100 Mark im Jahr zugesprochen. Abt Thomas beendete sein Leben als Schatzmeister der Kathedrale von Salisbury im Jahr 1550.
Kurz vor der Klosterauflösung berichtete der Besucherbericht des Klosters, dass 32 Asylsuchende, die aufgrund von Schulden, Kapitalverbrechen oder Mord verfolgt wurden, mit ihren Frauen und Familien im Klosterbereich lebten. Bei der Auflösung des Klosters gab es Debatten, was mit diesen Personen geschehen sollte, schließlich wurde den Schuldnern ein lebenslanges Wohnrecht auf dem Klostergelände zugesprochen. Auch einigen der Kapitalverbrecher wurde ein Straferlass gewährt.
Nach der Auflösung Beaulieus entbrannte ein Streit unter Höflingen um an Besitzrechte an der Abtei und ihre wertvollen Güter zu gelangen. Schließlich gewann Thomas Wriothesley, 1. Earl of Southampton den Wettstreit, König Henry schenkte ihm die Abtei sowie 3,441 Hektar der Ländereien.
Sobald er die Abtei übernommen hatte, begann Wriothesley mit dem Bau eines eigenen Hauses auf dem Gelände. Dazu baute er Teile der Kirche ab, um – wie es weit verbreitet war – deren Steine zum Bau zu nutzen. Statt aber eines der Abteigebäude für seine Zwecke umzubauen, entschied er sich für das große Torhaus als Kern seines Gutshauses. Dieses Gebäude ist – deutlich erweitert – noch heute als Palace House von Beaulieu erhalten. Lord Southampton verschonte das Refektorium der Mönche, welches er den Bewohnern des Dorfes Beaulieu als Gemeindekirche überließ. Auch der westliche, als Domus benannte Teil der Abtei wurde bewahrt. Die restlichen Gebäude der Abtei verfielen allmählich zu Ruinen.

## Die heutige Abtei

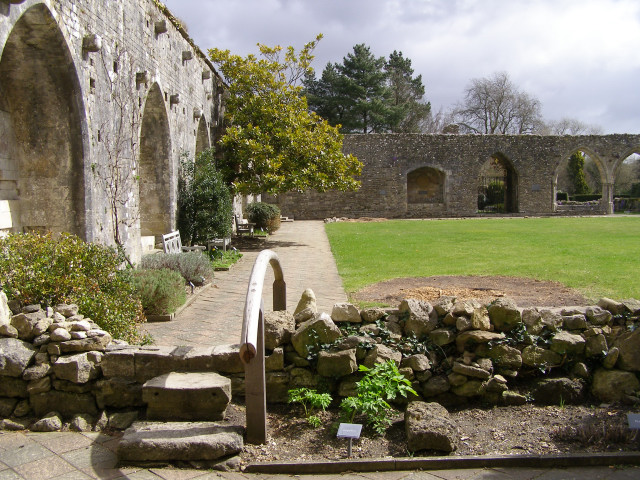
Das Kloster der Abtei Beaulieu mit Blick auf Kapitelsaal und Sakristei

Auch wenn große Teile der Abtei, vor allem die Kirche, im Rahmen der Klosterauflösung während der Herrschaftszeit Heinrichs VIII. zerstört wurden, sind noch viele beeindruckende Teile erhalten. Das Domus, einst Refektorium und Wohngebäude der Laienbrüder, nach Auszug der Laienbrüder Wohngebäude für wichtige Gäste, beherbergt heute eine Ausstellung zum klösterlichen Leben vor der Auflösung.

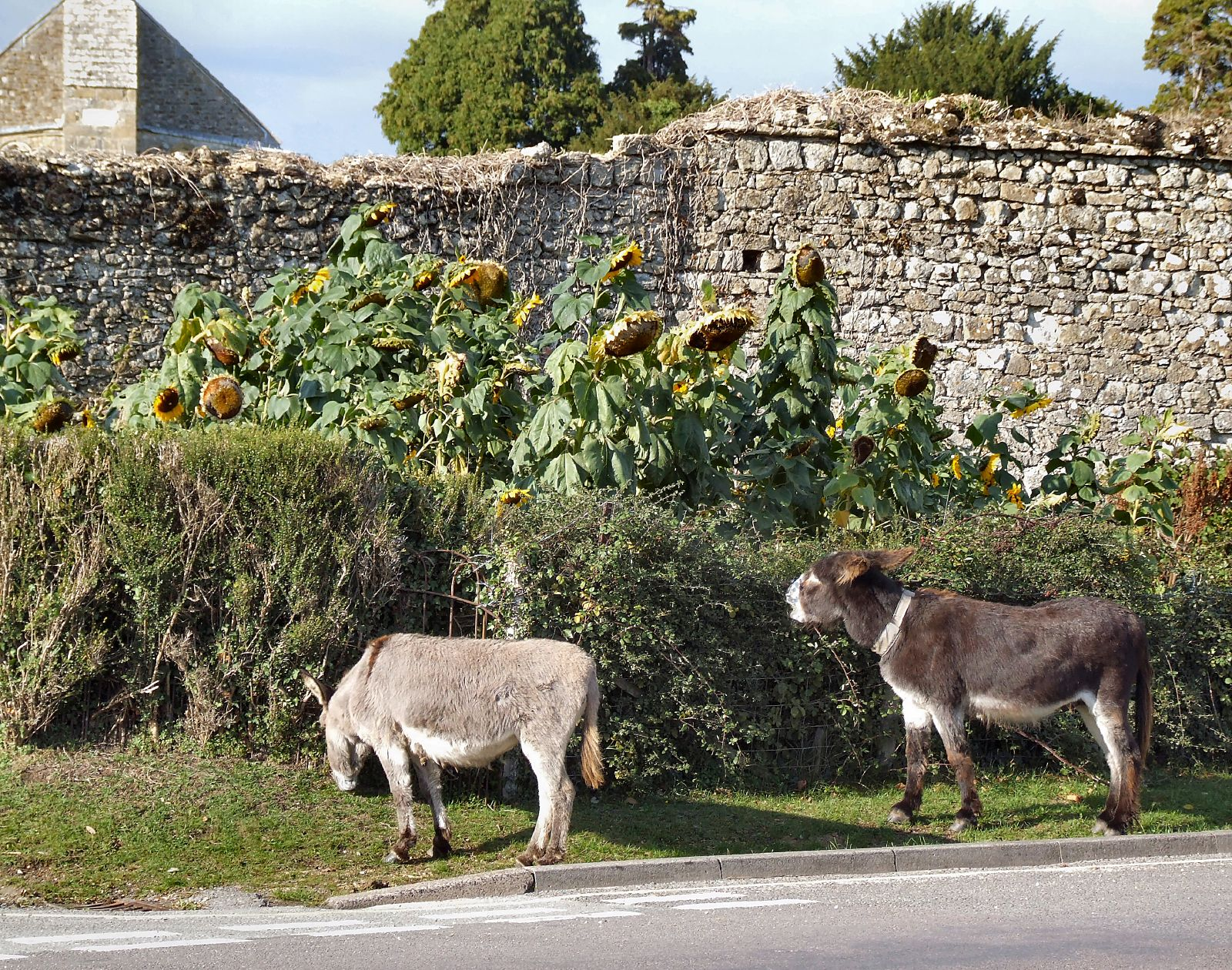
Außennutzung

Unter anderem werden hier zahlreiche Wandbehänge gezeigt, die von Belinda, Lady Montagu geschaffen wurden und Szenen des Klosterlebens sowie der Geschichte der Abtei seit 1204 zeigen.
Das Refektorium der Abtei überlebte bis heute als Gemeindekirche, außerdem sind noch bedeutende Ruinen der Gebäude rund um das Kloster erhalten. Das Abteikloster stellt heute einen Ort der Ruhe dar und ist mit Kräutern bepflanzt. Das Domus wird regelmäßig für Veranstaltungen, Essen und öffentliche Empfänge genutzt. Beaulieu ist nach wie vor im Besitz der Nachkommen von Wriothesley, die noch immer hier leben. Die Abtei und das Palace House sind der Öffentlichkeit zugänglich; das Gelände beherbergt das National Motor Museum.

## Überlieferungen
Wie viele frühere Klosteranlagen hat auch Beaulieu eigene Legenden. Es wird von Geistermönchen in den Abteiruinen und der Gemeindekirchen berichtet; gregorianischer Gesang sowie die Schritte von Geistern seien gehört worden. Weihrauchduft soll in den Räumen des Palace House, die im Mittelalter als Kapelle genutzt wurden, bemerkt worden sein. Der Legende nach sollen dies beängstigende Zeichen für die Bewohner der Abtei und des Dorfes sein. Auch von einem nachreformatorischen Geist wird berichtet, einer grauen Lady, die im Palace House gesehen wurde. Sie soll der Geist von Lady Isabella sein, die das Haus im 18. Jahrhundert bewohnt hat. Im Oktober 2003 wurde die Abtei Ort einer Untersuchung von Yvette Fielding und Richard Felix für die Fernsehsendung Most Haunted Live.

## Grangien
Zur Beaulieu Abbey gehörten auch der nur wenige Kilometer entfernt gelegene Wirtschaftsbau (Grangie) der St Leonards Barn und der ca. 120 km nördlich in Oxfordshire gelegene Speicherbau der Great Coxwell Barn.